# Schaftlding

In Schaftlding (2023)

Schaftlding ist ein Gemeindeteil der Gemeinde Lengdorf im Landkreis Erding in Oberbayern.

## Geografie
Der Weiler liegt sechs Kilometer nördlich von Lengdorf entfernt. 

## Verkehr
Der Bahnhof Thann-Matzbach liegt sechs Kilometer südlich. Die Bundesautobahn 94 verläuft sieben Kilometer südlich. Durch den Ort führt die Verbindungsstraße zwischen den Städten Erding und Dorfen (St 2084). Diese Verbindung wird werktags außer samstags auch bedient von der selten verkehrenden MVV-Buslinie 564.